# Amy Wong
Amy Wong är en av huvudpersonerna i den animerade TV-serien Futurama. Hon är från planeten Mars, där hennes föräldrar har en stor ranch. 

## Biografi
Som dotter till Leo och Inez Wong, mycket rika kineser bosatta på planeten Mars, där familjen äger Mars västra hemisfär är hon ganska bortskämd. Föräldrarna är något klichéartade asiatiska föräldrar som pressar henne att gifta sig och skaffa barn. I sin ungdom var hon överviktig och mästare i bangolf. Som person ses Wong som snäll, ytlig och något av en bimbo med en äventyrlig sexualitet och en fetisch för farliga män. Hon har dock en långvarig relation med den något mjukare Kif Kroker. I sitt språk använder hon sig av slang med ursprung från Mars, där engelska ord som man blir shman, duh blir guh och så vidare. Hon använder sig också av kinesiska uttryck när hon blir arg exempelvis Aiya, da sei nei. Hon klär sig ofta i rosa tröja och rosa träningsbyxor, men även i andra kläder visar hon oftast naveln.

## Produktion av karaktär
När Matt Groening och David X. Cohen skapade karaktären Amy Wong var de ute efter en något klumpig kvinna som skulle stå för fysisk humor, slapstick, vilket de ej haft med i deras tidigare skapelse, the Simpsons. Från början skulle Wong vara något av en lesbisk bilmekaniker, men man ändrade sedan detta för att få bättre kontrast till Leela.  